# 中国的地域歧视
中国的地域歧视是基于人们的原籍地、民族、民系、语言、方言或当前所在省区对他们的公开偏见。中国庞大的国土面积和人口，使得人们对人口统计学的理解与地域有很大关系，而且在公民的出生省份之外通常很少有生产生活活动。从历史上看，内部移民受到严格控制，今天也存在许多使公民自由流动的障碍。对少数民族和汉族地区群体的待遇比较，可能取决于基于成长地点的优先假设，对出生在那些在城市地区以外的待遇最为明显。
当中国移民在一个新地区定居时，当地居民会基于新移民的出生地而形成社会态度和偏见。如果大量新居民从某一地区迁出，就会表现为次民族偏见，引发社会紧张。 
目前，中国共产党将区域主义定义为基于其所在省份对另一个人的不利行为或消极态度。中国政府承认这是一种有害但是普遍存在的偏见。 
区域歧视也表现为对说特定语言方言的个人或一群人的歧视。

## 历史
区域主义长期以来一直是中国社会的一部分。一般而言，中国南方被认为比中国北方更具地域性。客家人虽然被视为汉人，但在传统上却受到广东人的憎恨和鄙视。这被认为导致了各种冲突，例如血腥的土客冲突。

## 中国大陆的情况

### 在大学录取中
在中国，一所大学通常为每个省设置固定的录取名额，因为来自本省的学生人数较多。由于中国各地大学的数量和质量差异很大，有人认为，学生在录取过程中会因所在地区而受到歧视。但是，这种歧视近几年得到了改善。例如，近几十年来，北京高校对北京学生的录取分数线大幅提高，北京学生的分数线与外省学生的分数线相比，明显处于前列。 对比各省高校本地招生比例，可以看出，北京高校的本土学生录取比例远低于其他省份本地学生的比例。 

### 在招聘中
在中国的早期，公务员的申请主要是针对本地人的。户籍登记通常出现在个人身份证件上，导致许多用人单位和地方政府根据申请人的居住地进行歧视。但现在这种歧视有被扭转的趋势，比如北京很多公司拒绝招聘北京人，因为他们认为北京本地人的懒惰导致了本地人失业率居高不下。 

### 在城市和农村地区
中国共产党在中国大陆执政后，中国政府开始使用户籍制度来控制的城市和农村地区之间的人员流动。个人被广泛地归类为“农村”或“城市”户口。城镇居民享受到一系列社会、经济和文化福利，中国8亿农村居民被视为二等公民。 
数百万离开乡村生活的人仍然滞留在在城市社会的边缘，并被指责为城市犯罪率和失业率上升的主要原因之一。在城市居民的压力下，地方政府继续对这些人实施歧视性规则。例如，农民工的子女不准进入城市学校。他们必须和祖父母或叔叔住在一起，才能上当地的家乡学校。他们被中国政府称为留守儿童。 2005年，有一份中国研究人员报告指出，在中国大约有1.3亿家庭儿童远离父母生活。 

### 针对特定领域
作为经济发展不平衡的结果，不公平歧视通常遵循一个社会所持有的特定区域陈规定型观念。

#### 河南
许多来自河南的农民和农民工因片面的媒体报道与妖魔化而遭受各类歧视。歧视的原因包括河南省拥有中国最多的农民人口，以及改革开放后河南省的大量农村劳动力向城市迁移，以及20世纪一系列在河南发生的自然灾害和政治悲剧的难民与受害者不断向外移民导致。 

#### 湖北
在2019冠状病毒病流行期间 ，许多中国大陆居民拒绝湖北居民或来自湖北的人就餐和住宿。 

#### 北京
由于北京作为中华人民共和国首都以及媒体宣传的北京人的热情好客，北京大力宣传了“北京精神”的城市口号。 然而，这种款待并没有换来平等的尊重。北京人欢迎这些来北京创业的人。尽管如此，部分外地人还是开始歧视北京人，因为他们认为北京人因为享受较为有利的高考制度和教育资源，不必和教育资源不足省份的人一样经过激烈的竞争，在智力和努力上不如他们，以至于连工作机会都不愿意提供给北京人。 

#### 上海
随着越来越多来自中国西南或中部（尤其是河南和山西）的移民涌入上海，他们经常被指责为上海近年来犯罪率和失业率上升的罪魁祸首。他们常常被上海户口的便利性和社会效益所吸引。因此，上海居民有时也受到农村人的鄙视和歧视。  

#### 广东
中国广东以外地区不会说粤语、潮州话或客家话等地方语言的人，被称为“北佬”或“北姑”（字面意思是“北方小伙”或“北方女孩”）。尤其是在 1980 年代初期，长期居住在广东的本土居民会回避他们认为洗澡比当地人少的农民工，并且认为他们不愿意学习粤语。由于香港与广东接壤，香港与中国大陆的冲突也激化了区域主义。
与粤语有关的语言冲突包括2010年广州撑粤语行动等事件，以及广州一所学校将粤语教材引入课堂的事件，被一些北方人指责为“助长分裂主义”。 由于争议，该项目被当地政府关闭。 对粤语的压制，以及非粤语人口大量迁移到该地区(根据中华人民共和国人口普查的数据，广州只有大约一半的人口是广东本地人), 导致一些粤语爱好者指责地方当局想要对粤语进行“文化种族灭绝”。

#### 福建
在福州，福建以外地區不會說閩語等福建其它地方語言的人，一般情況下被稱為“北囝”、“外江儂”、“◯◯囝”（“◯◯”一般指地方，如“下南囝”、“廣東囝”、“上海囝”等。有極端的福州居民會直接稱呼農民工為“◯◯鬼”）或“兩個聲”（僅馬祖）。尤其是在上世紀八十年代初期，長期居住在福州的本土居民也會刻意迴避有農民工待的場所，並且認為他們不願意學習閩語。由於外地人口的流入同時導致福州市的犯罪逐步高升，導致長期居住在福州的本土居民對農民工有厭惡感。甚至在談戀愛時家長也會告誡子女不要找福州或福建以外的人結婚。同時也會告誡小孩晚上盡量不要出去玩而要待家裡玩。

## 香港和澳门
在中国的两个特别行政区（香港和澳门），有些人歧视大陆公民，称他们为“dai luk lou”（大陆佬），因为他们来自中国大陆地区。  2012年，香港媒体《苹果日报》上由一群香港居民资助的整版广告称中国大陆公民为“蝗虫”。  2020 年，在反修例运动与COVID-19 大流行期间，据报道，香港有 100 多家餐厅拒绝为中国大陆客户提供服务。   